# Batalla de Ostrołęka
La batalla de Ostrołęka del 26 de mayo de 1831 fue una de las batallas más importantes del Levantamiento de Noviembre de Polonia. A lo largo del día, las fuerzas polacas bajo Jan Skrzynecki y Józef Bem lucharon por el control de la localidad de Ostrołęka contra las fuerzas rusas de Hans Karl von Diebitsch. Aunque al final del día la ciudad estaba todavía en manos polacas y los dos lados sufrieron pérdidas comparables, la batalla se considera generalmente como una victoria rusa, debido a que el ejército polaco no pudo reponer de manera similar a sus víctimas.

## Batalla
En la mañana del 26 de mayo, la mayor parte del ejército polaco fue al oeste del río Narew excepto la quinta división de infantería del general Tomasz Łubieński, que todavía estaban al este de Ostrołęka. El peligro, según el general Karol Turno, oficial al mando de la Brigada de Caballería polaca, estaba en ser atrapados y ser empujados al río, al igual que en la batalla del Berézina. El ejército ruso se puso en contacto con el general Georg von Nostitz para aumentar el número de tropas, y la batalla comenzó a las nueve en punto, cuando llegó Fyodor Berg.
Jan Skrzynecki ordenó a todos sus hombres "defender la ciudad hasta la muerte", con todo el cuarto regimiento de infantería polaco (conocido por su apodo de "Czwartacki", literalmente "los de la Cuarta"). Los primeros dos batallones del cuarto regimiento de infantería fueron desplegados al sur de Ostrołęka, frente a la carretera a Rzekun. El tercer batallón se situó en el camino a Goworki y el cuarto batallón se encargó de la protección de los puentes sobre el Narew.

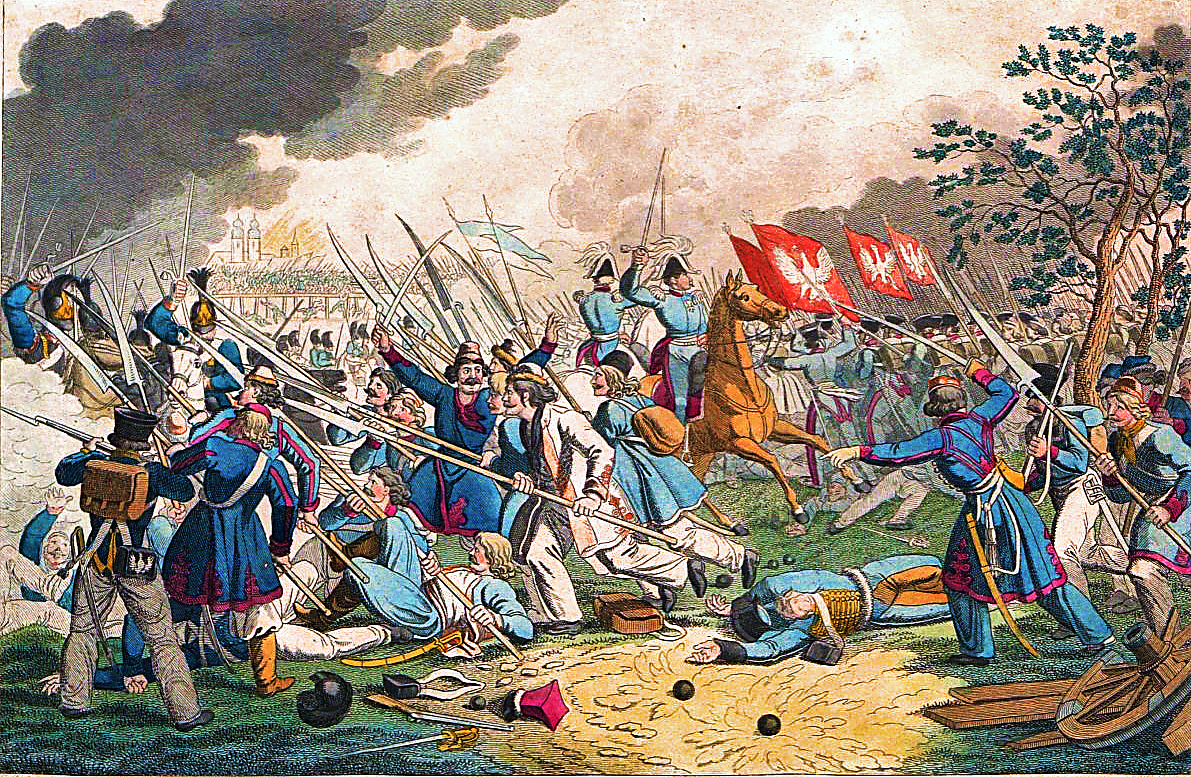
La batalla en un grabado del por Georg Benedikt Wunder.

A las once en punto Diebitsch había llegado y ordenó a la primera división atacar desde la autopista norte, mientras que partisanos, ganaderos y agricultores armados con guadañas de guerra atacaron desde Rzekun, obligando al primer y cuarto batallón a retirarse, dejando a la intemperie los puentes. El cañoneo constante tanto por polacos como rusos terminaron incendiando varios edificios de la ciudad, lo que obligó a los habitantes a huir a las calles donde la batalla estaba en su apogeo, por lo que "Ostrołęka comenzaría cada vez más a parecerse a los infiernos". Bogusławski ordenó la retirada a los puentes, aunque descubrió que estaba destruido, por lo que algunos de sus soldados tuvieron que cruzar el río a nado.
Karl Wilhelm von Toll tenía 62 cañones que barrían por completo a los soldados polacos, dándole tiempo a Diebitsch a crear un puente improvisado sobre el río a base de tablas de las casas dañadas de Ostrołęka. Al mediodía, la 1.ª División de Infantería de Maciej Rybiński fue enviada para ayudar a defender los puentes en manos de tropas rusas. A las seis de la tarde, los restos de la 5.ª división de infantería polaca, encargada de recuperar los puentes se retiraron tierra atrás, falleciendo dos de sus oficiales: Ludwick Kicki y Henryk Ignacy Kamienski.
A las siete de la tarde, Józef Bem y Henryk Dembiński apoyaron a las tropas polacas tendiendo una emboscada, ocultándose detrás de unas colinas y empleando granadas y fuego de artillería contra las líneas rusas. El enfrentamiento se prolongó durante cerca de media hora durante el cual Bem disparó doscientos cincuenta veces. La operación dio sus frutos, haciendo que Diebitsch retrocediera hacia las orillas del Narew en plena oscuridad.
Sin embargo, entre las ocho y las diez de la noche, Skrzynecki celebró un consejo de guerra con sus generales: Lubienski, Pradzynski, Skarżyński, Rybiński, Dembiński, Turno y Langermann, en la que acordaron marchar hacia Różan y luego hacia Varsovia, con Dembiński al mando de la retaguardia.